# Junzi
Junzi – jeden z podstawowych terminów w koncepcjach etycznych konfucjanizmu.
Termin junzi pierwotnie używany był w języku chińskim w znaczeniu "pan" na określenie osoby należącej do wyższych warstw społeczeństwa. Konfucjaniści zaadaptowali go jako określenie człowieka szlachetnego, kierującego się w życiu cnotami takimi jak nabożność synowska, sprawiedliwość, rozsądek i przestrzeganie etykiety.